# Through Eyes of the Dead
Through Eyes of the Dead — видео группы Necrophagia, выпущенное в 1999 году. Видео включает в себя имеющие сюжет музыкальные клипы, которые содержат зверские издевательства над трупами, моря крови и горы кишок, сатанинские жертвоприношения и толпы оживших мертвецов. Большинство сцен сыграно самими музыкантами, а также их друзьями. Помимо этого клипы включают также вырезки из некоторых старых фильмов ужасов.
Оригинальное издание 1999 года содержало в себе лишь 5 клипов, представленных под вывеской Through Eyes of the Dead (длительность — около 29 минут). В 2002 году видео было переиздано под названием Through Eyes of the Dead (Uncut) с добавлением различного рода бонусного материала (длительностью около 99 минут).

## Содержание

### Music Videos (Through Eyes of the Dead)
1. «Bloodfreak»
```
По сюжету клипа в лесу живёт толстый сошедший с ума убийца (роль исполнил ударник группы Titta), который ещё более деградирует, постоянно принимая большое количество таблеток и алкоголя. В это время по лесу гуляли отец и дочь. При этом отец испытывал к своему ребёнку 
сексуальное влечение
. Маньяк жестоко расправляется с насильником.
```

2. «…And You Will Live In Terror»
Видео на итальянский фильм ужасов 1981 года режиссёра Лучо Фульчи «Седьмые врата ада».
3. «Embalmed Yet I Breathe»
По сюжету клипа несколько человек на кладбище употребляют алкоголь и наркотики, чем пробуждают к жизни мертвецов.
4. «Burning Moon Sickness»
Каннибал ест сырое человеческое мясо, а в качестве его поставщиков использует девушек, которых держит в клетке.
5. «Deep Inside, I Plant The Devil’s Seed»
Монашка вспоминает, как однажды её насильно затащили на сексуальную оргию сектантов.

### Bonus Clips[2]
1. «Cannibal Holocaust»
Видео на итальянский фильм ужасов 1980 года режиссёра Руджеро Деодато «Ад каннибалов».
2. «They Dwell Beneath»
История клипа разворачивается вокруг книги «Некрономикон».
3. «Rushes & Rehearsals»
4. «Manson Meditation Tape»
Также релиз включает 2 интервью: с Killjoy, а также с Killjoy, Anselmo и Opal; и фотогалерею, в которую были включены фотографии из студии, снимки всей группы целиком, а также отдельных участников, постановочные фотосессии.

## Критика
Один из критиков российского журнала Dark City, поставив релизу 4 балла из 5, отметил:

Это самое ужасное и извращенческое видео в истории музыки вызывало у меня приступы тошноты на всём своём протяжении из-за вызывающей натуралистичности и добавляющей определённый шарм кустарности… Напоследок предупреждаю самых непонятливых: перед просмотром кассеты желательно не кушать несколько часов, но, на всякий случай, поставьте перед собой тазик — мало ли как ваш организм отреагирует на ЭТО…